# Microsoft Virtual Server
Microsoft Virtual Server は仮想サーバを構築するソフトウェアである。オリジナルの Virtual Server はコネクティクスが開発し、リリース前にマイクロソフトに買収された。
利用目的としては、アクセス率の低いサーバ同士の集約やゲストサーバ上でのアプリケーションやシステムの開発などがある。仮想マシンの作成と管理は IIS 上のウェブベースのインタフェースを使用するか、VMRCplus といったクライアント アプリケーションでおこなう。Windows XPとWindows VistaがホストOSとしてサポートされているが、実運用を目的としない用途の利用に限定されている。正式サポートされているLinuxは、Red Hat Enterprise Linux 2.1から5.0、Red Hat Linux 9.0、SUSE LinuxとSUSE Linux Enterprise Server 9.0と10.0である。

## 動作上の制限
Virtual Server 2005 R2 SP1時点での制限は以下の通り。
- ゲストOSの同時動作数は最大64個に限られている。
- ホストOSが64ビットで動作していても、ゲストOSは64ビットとして動作することが出来ない。
- SMPのサポートはホストOSのみであって、ゲストOSはSMPを利用できない。

## 履歴
2004年12月、Virtual Server 2005発売。(Standard Edition, Enterprise Edition)
2005年1月、Virtual Server 2005 R2発売。
2006年4月、Virtual Server 2005 R2を無償化。（Enterprise Edition のみ公開）
2007年6月、Virtual Server 2005 R2 SP1公開。Windows VistaとWindows Server 2008のサポート、Intel VT (VT) とAMD Virtualization (AMD-V) の仮想化技術に対応し、Virtual Disk Precompactor、ホストOSでのSMP、ホストOSの 64ビット等がサポートされた。Linuxに対応した。